# Станіслав Костка Чорторийський
Станіслав Костка Чорторийський (? — 5 квітня 1766, Варшава) — державний діяч Речі Посполитої, чашник великий литовський, ловчий великий коронний, староста луцький, липницький і радошицкий. Князь на Корцю, Кальварії та Олексінцю. Полковник панцирної хоругви.

## Біографія
Син Юзефа Чорторийського, хорунжого великого литовського та Терези Денгофф. Вчителем Станіслава був Мамчинський ксьондз, Піжар.
Проживав у Кракові, але бував і в Любліні та Варшаві. У грудні 1732 року обраний на надзвичайний сейм від Брацлавського воєводства. Був депутатом на елекційному сеймі 1733 р. від князівств Освенціма та Затора, де підтримав Станіслава Лещинського.
У жовтні 1736 року одружився з Анною Рибінською, дочкою хелмінського воєводи, Якуба Зигмунта Рибінського.
Під час правління Августа III став чашником великим литовським, а з 21 травня 1742 року ловчим великим литовським. На сеймі 1746 року був депутатом від Віслиці. У 1752 році став луцьким старостою.
Довго страждав від туберкульозу. Його вважали примхливим та мовчазним, через що канцлер рідко доручав князю якісь відповідальні завдання.
25 квітня 1763 року Станіслава на посаді луцького старости змінив його син, Юзеф Клеменс Чорторийський, але всі справи воєводства залишились у руках Станіслава.
У 1763 році, під час безкоролів'я Станіслав був посланий до Берліна, щоб повідомити про смерть Августа III. У лютому того ж року виступав на сеймику в Луцьку де під його керівництвом були улани та шляхтичі від Руського воєводства. 20 квітня 1764 року підписав подячний лист Катерині II за введення російських військ у Річ Посполиту. Був членом конфедерації Чорторийських у 1764 р., та послом на конвокаційний сейм того ж року від Волинського воєводства. Один з електорів Станіслава Августа Понятовського.
На коронаційному сеймі в 1764 р., як представний варшавської землі був делегований для укладання угоди з Рєпніним та прусськими депутатами, однак переговори були безрезультативними. З лютого 1765 року важко хворів.
Помер опівдні 5 квітня 1766 року. 8 квітня його тіло було вивезено до Кальварії Зебжидовській та поховано в місцевому бернардинському костелі.

## Сім'я та діти
У жовтні 1736 року одружився з Анною Рибінською донькою хелмінського воєводи Якуба Зигмунта Рибіньського та Йоанни Потоцької.. Діти від неї:
- Юзеф Клєменс (21 листопада 1740, Брін — 15 лютого 1810, Варшава) — державний діяч Речі Посполитої. Останній представник молодшої гілки роду Чорторийських на Корці та Олексинці.
- Казимир Костка (1741—1806)
- Констанція — дружина Анджея Замойського.